# 真·雲尼古·希斯寧基
约翰内斯·“扬”·文内胡尔·赫塞林克（荷蘭語：Johannes "Jan" Vennegoor of Hesselink，ˈjɑn vɛnnəɣoːʁ ɔvˈɦɛsəlɪŋk，1978年11月7日—），荷蘭足球運動員，司職前鋒。

## 姓氏
其姓氏可謂是歐洲足球界最長姓氏之一，印在球衣背面的姓氏達20個字母，但他堅持球衣上名字必須印上整個姓氏，故此時常出現使用窄體字型或縮小字型、甚至姓氏繞著球衣號碼大半圈等特別的印字方式。其姓氏可溯本追源自十七世紀，兩個在恩斯赫德地區的家庭—雲尼古家與希斯寧基家—聯婚，由於兩族各自擁有重要的社會地位，因此其後人把兩族姓氏結合，在荷蘭文中即英語的。類似英語姓氏中以兩個姓合成的雙姓。
在漢語世界，通常都不用姓氏全稱“雲尼古·希斯寧基”，多只取姓氏的一部分—「雲尼古」或「希斯寧基」。

## 生平

### 川迪
希斯寧基早年曾於荷蘭小型球會川迪效力，五季內共射入59個入球，是球隊神射手。他在1998-99年賽季共進21球，是聯賽射手榜第三名，第一位是前荷蘭國腳雲尼斯達萊。希斯寧基在2001年荷蘭盃決賽中以出色表現助川迪擊敗PSV燕豪芬，吸引了PSV燕豪芬的注意，結果在幾星期後正式加盟PSV。

### PSV燕豪芬
希斯寧基效力燕豪芬首季便射入22球。但他在第二、三季卻不如首季般多產，分別只射入8球和12球。於2003/04年賽季被球會方面告知可以離隊，但希斯寧基最後留下來。在2004/05年賽季，希斯寧基的表現復甦，在28場射入19球，因此於2005年3月被入選國家隊。

### 些路迪
2006年8月24日，雲尼古·希斯寧基決定離開PSV燕豪芬，加盟蘇格蘭「老字號」球隊之一的些路迪，簽約三年，轉會費估計為340萬英鎊。首個入球於對陣喜百年時取得的，之後一戰對鴨巴甸，他一箭定江山助些路迪以1:0取勝。其後，他於歐聯分組賽對曼聯射入他首個歐洲賽事進球。受傷令他缺陣了一段時間，復出之後，大演他首次帽子戲法，以3:0擊敗聖美倫，以及於最後一分鐘的入球險勝恩華尼斯，後來他留在球場和球迷一起慶祝。
新球季開始時，希斯寧基於初期還未「上力」，但他季初短暫受傷後，重新回復表現。因他於冬季轉會市場關閉前表現有所進步，獲得一些球會斟介。在蘇格蘭盃對基爾馬諾克的賽事，他的進球助些路迪以5:1大勝，更當選為該場最佳球員，其後對赫斯的比賽再有一球進球。在2007/08賽季歐洲冠軍聯賽十六強賽事對西甲強隊巴塞隆拿的比賽，希斯寧基飛身沖頂的頭搥助些路迪領先，但些路迪最終未能出線。
2008年4月16日，希斯寧基射入了他首個對另一支「老字號」球隊格拉斯哥流浪的進球，該球在補時階段的進球決定了些路迪以2-1獲勝。2008年5月22日是蘇超2007/08年賽季的最後一場賽事，希斯寧基接應角球頭搥進球，助些路迪作客坦納迪斯公園球場以1:0擊敗登地聯。希斯寧基的入球令些路迪確定了榜首位置奪冠，此冠軍是些路迪取得蘇超三連冠。

### 侯城
2009年夏季些路迪更換領隊，希斯寧基在效力三年後約滿離隊。2009年9月3日以自由身加盟侯城，轉戰英超。季後侯城降班英冠兼遇財困，希斯寧基與荷蘭隊友雙雙被放棄。

### 維也納迅速
2010年8月20日，希斯寧基覓得新東家，宣佈以自由身加盟奧地利老牌球會維也納迅速，雙方簽約2年。上半季希斯寧基曾取得兩個入球，但其後傷患影響，球季下半段表現倒退，結果與球會協議，提前一年解約，於球季末生效。

### PSV
2011-12年球季，希斯寧基重返燕豪芬，在效力一季後，於季末宣佈退役。

### 國際賽

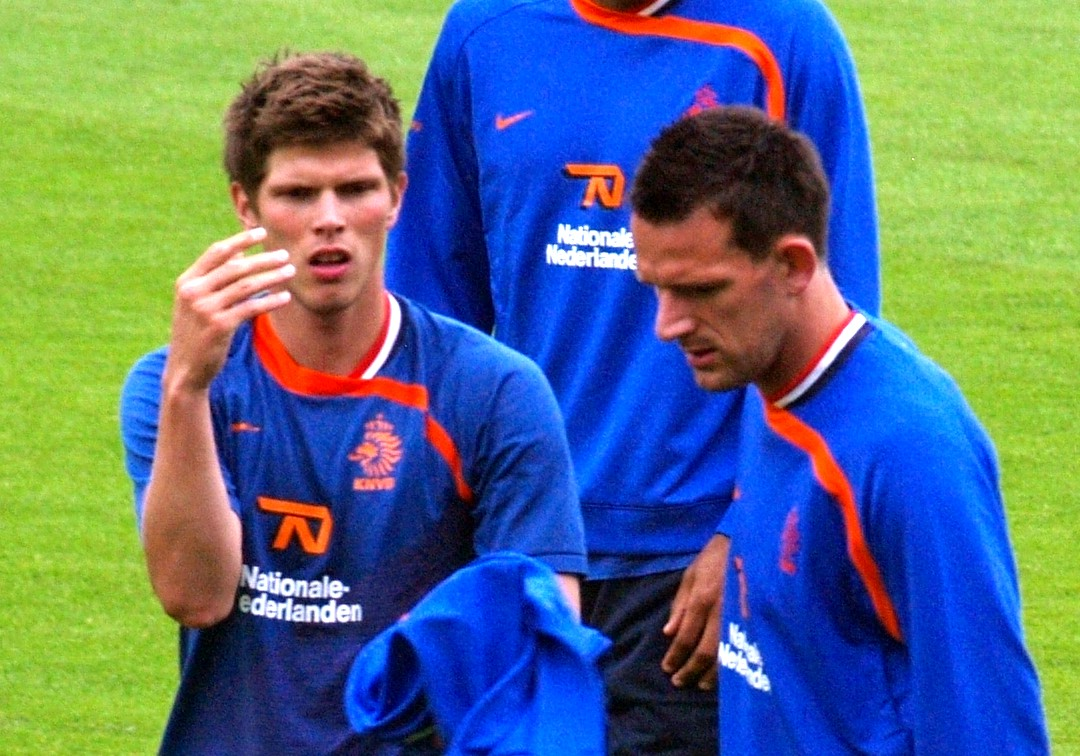
雲尼古(右) 與亨特拉爾一起準備2008年歐洲國家盃的訓練。

雲尼古·希斯寧基於2008年10月11日首次代表荷蘭國家足球隊，在鹿特丹舉辦的友誼賽中以2-0勝葡萄牙。他的首個國家隊進球同樣是在友誼賽，2007年6月6日在作客泰國拉加曼加拉體育場對泰國國家足球隊。
雲尼古·希斯寧基入選了2006年世界盃和2008年歐洲國家盃。雖然入選參加2008年歐洲國家盃，但卻沒有上陣過。

### 國際賽進球
| #  | 日期          | 場地             | 對手   | 進球時比分 | 賽果 | 賽事   |
| -- | ------------- | ---------------- | ------ | ---------- | ---- | ------ |
| 1. | 2007年6月6日  | 泰國曼谷         | 泰國   | 1–3        | 1–3  | 友誼賽 |
| 2. | 2008年2月6日  | 克羅地亞斯普利特 |        | 0–3        | 0–3  | 友誼賽 |
| 3. | 2008年3月26日 | 奧地利維也納     | 奥地利 | 3–3        | 3–4  | 友誼賽 |

## 外部連結
- 足球数据库：雲尼古·希斯寧基的球员统计数据
- 雲尼古·希斯寧基官方網頁 （页面存档备份，存于）
- Carling啤酒：雲尼古·希斯寧基資料 （页面存档备份，存于）
- 真·雲尼古·希斯寧基 檔案及數據 Wereld van Oranje （荷兰文）